# إغناطيوس إلياس الثالث
إغناطيوس إلياس الثالث شاكر (بالسريانية: ܩܕܝܫܘܬܗ ܕܡܪܢ ܦܛܪܝܪܟܐ ܡܪܝ ܐܝܓܢܐܛܝܘܣ ܐܠܝܐܣ ܬܠܝܬܝܐ) هو البطريرك الـ 119 للكنيسة السريانية الأرثوذكسية، أعلن قديساً في منشور بطريركي أصدره البطريرك إغناطيوس زكا الأول بتاريخ 20 نوفمبر/تشرين الثاني عام 1987 وأجيز ذكر اسمه في تذكار الآباء القديسين للكنيسة السريانية الأرثوذكسية.
هو الابن الثاني لوالده الخوري إبراهيم وأمه اسمها مريم وله أربعة أشقاء وثلاث شقيقات، ولد في ماردين الواقعة شمال الجزيرة السورية -في تركيا اليوم- والتي كانت حينها مدينة عثمانية وعند معموديته سمي نصري. بعد وفاة والدته تربى نصري برعاية أخته الكبيرة هيلينا. عمل في حداثته إسكافيا وقام بخدمة العلم لثلاثة أشهر وبإرشاد من البطريرك بطرس الرابع باشر نصري بدراساته اللاهوتية عام 1887 م حيث التحق بدير الزعفران ورسم شماسا على يد البطريرك في ذات العام، ثم دخل السلك الرهباني كمبتدأ عام 1888 م وأصبح راهبا في العام التالي ومنح اسم إلياس على العادة الجارية في الكنيسة السريانية بتغيير الرهبان لأسمائهم مع بدءهم حياتهم الجديدة في الدير.وفي عام 1892 م رسمه البطريرك بطرس الرابع كاهنا.
عاصر الراهب إلياس المجازر التي شنها العثمانيون على الأرمن والسريان وباقي المجموعات المسيحية في سوريا وتركيا في نهاية القرن التاسع عشر وقام في دير الزعفران باستضافة وخدمة 7000 آلاف لاجئ من الهاربين من الأحداث الدامية لتلك الفترة.
لاحقا كُلِّفَ برئاسة ديري مار قرياقس ودير الزعفران، وفي عام 1908 م رسم بيد البطريرك عبد الله الثاني مطرانا على آمد (ديار بكر في جنوب شرق تركيا) وحمل اسم مار إيوانيس، وفي عام 1912 م نقل لرعاية أبرشية الموصل حيث خدم السريان هناك حتى تسلَّم منصب بطريرك الكنيسة السريانية الأرثوذكسية عام 1917 م. بعد أن كان الكرسي الرسولي شاغراً منذ وفاة البطريرك عبد الله الثاني في 26 نوفمبر 1915 م. منحه السلطان محمد رشاد وساما أثناء زيارته له في إسطنبول عام 1919 م.
عندما تسلم مصطفى كمال أتاتورك الحكم في الجمهورية التركية الناشئة في مطلع العشرينيات من القرن الماضي انتقل البطريرك إلياس الثالث ليقيم في مدينة القدس حيث أصدر هناك جرائد باللغتين السريانية والعربية. وفي سنة 1930 م ترأس إلياس الثالث المجمع المقدس للكنيسة السريانية الأرثوذكسية المقام في دير مار متى الواقع في شمال العراق.
في تاريخ 1 كانون الأول/ديسمبر بعث اللورد اروين الحاكم البريطاني للهند برسالة إلى البطريرك إلياس الثالث يطلب منه التدخل الشخصي أو بواسطة مندوب لحل مشكلة الانقسام الذي نشب في كنيسة مالانكارا السريانية، فرد عليه البطريرك بأنه يقبل الدعوة وبأنه سوف يزور مالانكارا بنفسه رغم تحذيرات الأطباء له من ذلك فقد كان يعاني من مشاكل في القلب وكان يبلغ من العمر حينها 75 سنة.
غادر البطريرك الموصل في 6 شباط / فبراير 1931 وأبحر إلى الهند في 28 شباط / فبراير 1931 " ونزل في ميناء كراتشي في 5 اذار / مارس 1931 واستقبله هناك رجال دين وعلمانيون من الكنيسة السريانية، وفي 6 آذار / مارس 1931 توجه البطريرك وصحبه إلى دلهي بالقطار وبعدها بيومين زار اللورد اروين في مقره الرسمي، وفي الشهر التالي زار مدراس وحل هناك ضيفا على حاكمها البريطاني السير جورج ستالي.
ترأس البطريرك اجتماعات المصالحة التي جمعت أبناء الكنيسة السريانية الأرثوذكسية في الهند، وفي 11 شباط / فبراير 1932، بدعوه من القسيس قرياقس، وصل البطريرك إلى مانجينيكارا، ولكنه كان يعاني من ضغط عدم القدرة على تحقيق المصالحة في الكنيسة، كما أنه كان منهك من مشاق السفر فقال لمرافقيه عند وصوله "هذا المكان يوفر لنا الكثير من الراحة. أنا أرغب في البقاء هنا بصورة دائمة. "
وفي 13 شباط/فبراير اشترك البطريرك بالقداس للمرة الأخيرة، بعد ذلك اشتكى إلياس الثالث من آلام في الرأس وأغمي عليه وفي الساعة 2:30 من بعد الظهر فارق الحياة، ودفن في مالانكارا.
اليوم يذكر البطريرك إلياس الثالث في الكنيسة السريانية الأرثوذكسية على أنه قديس خاصة بالنسبة لسريان مالانكارا الذين يعتقدون بأنه ضحى بحياته من أجلهم ويزور قبره آلاف الحجاج كل عام في الـ 13 شباط/فبراير في ذكرى وفاته.

## مواضيع ذات صلة
- الكنيسة السريانية الأرثوذكسية
- قائمة البطاركة السريان في انطاكية